# Андрій Біров
Біров Андрій (1958, Таллінн) — естонський дипломат, керівник першої дипломатичної місії Естонії в Україні у пострадянський час. Професійний дипломат. Кандидат філософських наук.

## Біографія
Народився у 1958 році в Таллінні, Естонія.
У 1989 закінчив філософський факультет Московського державного університету ім. Ломоносова.
З 1989 року працює прес-аташе постійного представництва Естонського уряду у Москві.
З 1992 по 1995 роки тимчасово повірений у справах Естонії в Україні.
У 1997-2001 очолює посольство Естонії в Китаї в ранзі тимчасового повіреного.
З 2002 року керівник протокольного відділу Канцелярії Президента Естонії Арнольда Рюйтеля. У цей час опинився в центрі скандалу, який трапився на острові Мальта: в присутності дипломатів нецензурно вилаяв співробітницю протоколу МЗС Естонії Тійне Нірк.
З 2007 року директор Сілламяеського порту з маркетингу.